# Prêmio Açorianos
O Prêmio Açorianos é uma premiação concedida pela Prefeitura de Porto Alegre, através de sua Secretaria de Cultura, para os melhores do ano nas áreas de música, teatro, dança, literatura e artes plásticas e é considerado o mais importante prêmio cultural do estado do Rio Grande do Sul.

## História
Instituído pela Prefeitura Municipal de Porto Alegre em 1977, o Prêmio Açorianos foi originalmente criado para premiar os melhores de cada ano nas áreas de teatro e dança.
O prêmio foi criado através do decreto-lei municipal nº 5.876 em 1977 pelo então prefeito Guilherme Socias Villela, devido a intensa movimentação teatral e pelo aumento progressivo do público de teatro. O nome do prêmio foi escolhido como uma homenagem aos açorianos, fundadores e primeiros habitantes da cidade de Porto Alegre. Décadas mais tarde, o Prêmio Açorianos foi estendido também às áreas de Literatura, Música e Dança, e Artes Plásticas, respectivamente, pelos Decretos 10.982, de 5 de maio de 1994, 11.512, de 27 de maio de 1996, e 15.297, de 12 de setembro de 2006.
Atualmente, cada área artística realiza uma cerimônia de premiação em datas e locais específicos, exceto Teatro e Dança, as quais são realizadas em conjunto. Ao longo dos anos foram realizadas premiações em espaços culturais como o Theatro São Pedro, Teatro Renascença, Auditório Araújo Vianna e o Teatro do Bourbon Country.
Na área de Literatura, os vencedores de cada categoria, concorrem ao "Livro do Ano", que recebe o prêmio de 10 mil reais. Em 2010, o Prêmio Açorianos passou também a premiar obras inéditas, com a categoria Criação Literária. Cada ano, um gênero literário é contemplado e a obra vencedora, recebe um prêmio de 10 mil reais e tem seu livro editado pela Editora da Cidade (SMC/PMPA).
Além das premiações de cada área em diferentes categorias, a cada edição também são escolhidos um ou mais homenageados. Os jurados ainda podem conceder menções honrosas.

## Categorias

### Prêmio Açorianos de Teatro e Dança
- Melhor espetáculo
- Melhor espetáculo pelo júri popular
- Melhor direção
- Melhor ator
- Melhor atriz
- Melhor ator coadjuvante
- Melhor atriz coadjuvante
- Melhor figurino
- Melhor cenografia
- Melhor iluminação
- Melhor trilha sonora
- Melhor dramaturgia
- Melhor produção

### Prêmio Açorianos de Dança
- Melhor espetáculo
- Melhor espetáculo pelo júri popular
- Melhor coreografia
- Melhor bailarino
- Melhor bailarina
- Melhor figurino
- Melhor cenografia
- Melhor iluminação
- Melhor trilha sonora
- Melhor produção.

### Prêmio Açorianos de Literatura
- Conto
- Crônica
- Ensaio de Literatura e Humanidades
- Especial
- Infantil
- Infanto-Juvenil
- Narrativa Longa (ficção, romance ou novela)
- Poesia
- Capa e Projeto Gráfico.

### Prêmio Açorianos de Música
- regional
- MPB
- pop
- música instrumental
- música erudita
- Espetáculo
- Revelação,
- DVD
- Música infantil

### Prêmio Açorianos de Artes plásticas
- Destaque em pintura
- Destaque em escultura
- Destaque em desenho
- Destaque em cerâmica
- Destaque em gravura
- Destaque em mídias tecnológicas
- Melhor exposição individual
- Melhor exposição coletiva
- Artista revelação
- Destaque espaço institucional
- Destaque em projeto alternativo de produção plástica
- Curadoria de exposição
- Destaque em produção de texto publicado sobre artes plásticas
- Apoio/patrocínio
- Artista destaque especial do ano.

## Edições
| - Prêmio Açorianos de 1977 - Prêmio Açorianos de 1978 - Prêmio Açorianos de 1979 - Prêmio Açorianos de 1980 - Prêmio Açorianos de 1981 - Prêmio Açorianos de 1982 - Prêmio Açorianos de 1983 - Prêmio Açorianos de 1984 - Prêmio Açorianos de 1985 - Prêmio Açorianos de 1986 - Prêmio Açorianos de 1987 - Prêmio Açorianos de 1988 - Prêmio Açorianos de 1989 - Prêmio Açorianos de 1990 - Prêmio Açorianos de 1991 - Prêmio Açorianos de 1992 - Prêmio Açorianos de 1993 - Prêmio Açorianos de 1994 - Prêmio Açorianos de 1995 - Prêmio Açorianos de 1996 | - Prêmio Açorianos de 1997 - Prêmio Açorianos de 1998 - Prêmio Açorianos de 1999 - Prêmio Açorianos de 2000 - Prêmio Açorianos de 2001 - Prêmio Açorianos de 2002 - Prêmio Açorianos de 2003 - Prêmio Açorianos de 2004 - Prêmio Açorianos de 2005 - Prêmio Açorianos de 2006 - Prêmio Açorianos de 2007 - Prêmio Açorianos de 2008 - Prêmio Açorianos de 2009 - Prêmio Açorianos de 2010 - Prêmio Açorianos de 2011 - Prêmio Açorianos de 2012 - Prêmio Açorianos de 2013 - Prêmio Açorianos de 2014 - Prêmio Açorianos de 2015 - Prêmio Açorianos de 2016 | - Prêmio Açorianos de 2017 - Prêmio Açorianos de 2018 - Prêmio Açorianos de 2019 - Prêmio Açorianos de 2020 |